# Puigpalter de Dalt
El Puigpalter de Dalt és un dels dos nuclis del veïnat de Puigpalter, situat a Banyoles (Pla de l'Estany). És un conjunt protegit com a Bé Cultural d'Interès Local.

## Descripció
Veïnat distribuït en dos nuclis: Puigpalter de Dalt i Puigpalter de Baix, a part també té algunes cases disperses.

## Història
L'origen del veïnat cal situar-lo en època medieval. En un document de l'any 957 surt referenciat el lloc de Puigpalter com "Villare Pugio Pultarii". La grafia de Puigpalter ha anat evolucionant al llarg dels segles. Es troba documentat el 1017 com "Villa Jafare et villare Paterni". El 1086, amb motiu de la consagració de la nova església de Sant Esteve de Banyoles, Puigpalter és anomenat "Villare Puyo". L'any 1175 surt també referenciada la "ecclesia Sancti Jacobi" a Puigpalter.